# Иг Нобелова награда
Иг Нобелова награда је сатирична награда која се додељује сваке године од 1991. за прославу десет необичних или тривијалних достигнућа у научном истраживању. Његов циљ је да „се ода почаст достигнућима која прво насмеју људе, а онда их натерају на размишљање“. О њиховом сатиричном карактеру сведочи и сам назив, настао од игре речи ignoble (несврсисходно) и презимена чувеног иноватора Алфреда (Нобела).
За разлику од Нобелових, Иг Нобелове награде додељују се за 10 „најоткаченијих“, тривијалних научних достигнућа. 
Иако на први поглед могу изгледати смешно, ова открића ипак нису научно неоснована. Следи да је истина оно што за њих кажу сами покретачи награде – да су то „достигнућа која ће вас најпре насмејати, а потом натерати на размишљање“.
У организацији научног хумористичког часописа Annals of Improbable Research (AIR), Иг Нобелове награде додељују нобеловци на церемонији у Сандерс театру на Универзитету Харвард, а након тога следе јавна предавања добитника на Масачусетском институту технологије.

## Историја
Иг Нобелове је 1991. године створио Марк Абрахамс, уредник и суоснивач часописа Annals of Improbable Research бивши главни уредник Journal of Irreproducible Resultsa, који је био мајстор церемоније на свим церемонијама доделе награда. Тада су додељиване награде за открића „која се не могу или не смеју репродуковати”. Сваке године се додељује десет награда у многим категоријама, укључујући категорије Нобелове награде за физику, хемију, физиологију/медицину, књижевност и мир, али и друге категорије као што су јавно здравље, инжењерство, биологија и интердисциплинарна истраживања. Иг Нобелове награде признају истинска достигнућа, са изузетком три награде које су прве године додељене фиктивним научницима Џозаји С. Карберију, Полу Дефантију  и Томасу Кајлу. 
Награде су понекад критика путем сатире, као у две награде додељене за истраживање хомеопатије, награде за „научно образовање“ Министарству за образовање државе Канзас и Одбору за образовање државе Колорадо за њихов став у вези са стварањем и еволуцијаом у јавном образовању, и награда која је додељена у Social Text-у после Афере Сокал. Најчешће, међутим, скрећу пажњу на научне чланке који имају неки духовит или неочекивани аспект. Примери се крећу од открића да присуство људи има тенденцију да сексуално узбуђује нојеве, до изјаве да црне рупе испуњавају све техничке услове да би биле локација пакла, до истраживања „ правила пет секунди“, језик у језику, уверење да храна испуштена на под неће бити контаминирана ако се подигне у року од пет секунди. 
Сир Андреј Гејм, који је 2000. године добио Иг Нобелову награду за левитирање жабе магнетизмом, добио је Нобелову награду за физику 2010. за свој рад са електромагнетним својствима графена. Он је једини појединац, до 2023. године, који је добио и Нобелову и Иг Нобелову награду. 

## Церемонија
Манифестација која представља пародију доделе праве Нобелове награде осмишљена је тако да подсећа на доделу Нобелове награде. Сваке године у октобру, на Универзитету Харвард, церемонија се одвија на скоро исти начин као она која ће се догодити неколико дана касније, када је додела праве Нобелове награде. Неколико правила Иг Нобелове награде чине је изузетном: само излагање се изводи два пута, први пут, учесници имају свега 24 секунде да објасне свој рад, док приликом другог излагања треба да га опишу у седам речи. Након што су прошли први круг селекције, учесници чији су радови изабрани сада имају 60 секунди за објашњење.
Награде углавном додељују нобеловци, првобитно на церемонији у предаваоници на МИТ-у, али од 1994. у Сандерс театру на Универзитету Харвард.  Због пандемије ковида 19, догађај 2020. и 2021. одржан је потпуно онлајн.    Догађај садржи бројне шале о трчању, укључујући госпођицу Sweetie Poo, девојчицу која више пута виче: „Молим вас, престаните: досадно ми је“, високим гласом ако говорници предуго трају.  Додела награда традиционално се завршава речима: „Ако нисте освојили награду — а посебно ако јесте — више среће следеће године!“ 
Свечаност су спонзорисали Harvard Computer Society, Harvard–Radcliffe Science Fiction Association и Harvard–Radcliffe Society of Physics Students. 
Бацање папирних авиона на сцену је дугогодишња традиција. Професор Рој Џ. Глаубер је дуги низ година чистио бину од авиона као званични „Чувар метле“. Глаубер није могао да присуствује додели награда 2005. јер је путовао у Стокхолм да добије праву Нобелову награду за физику. 
"Парада упаљених" у салу укључује пратеће групе. На церемонијама 1997. године, тим „криогених истраживача секса“ поделио је памфлет под називом „Сигуран секс на четири Келвина“.  Делегати Музеја лоше уметности често су при руци да изложе неке комаде из своје колекције.

## Емитовање
Церемонија се снима и емитује на Националном јавном радију у САД и приказује се уживо преко интернета. Снимак се емитује сваке године, у петак након Дана захвалности САД, у јавном радио програму Science Friday. Као признање за ово, публика скандира име водитеља радио емисије, Ире Флатоу.
Објављене су две књиге са записима о неким добитницима: Иг Нобелова награда и Иг Нобелова награда 2, од којих је потоња касније преименована у Човек који је покушао да се клонира. 
Иг Нобелова турнеја је годишњи део Националне недеље науке у Уједињеном Краљевству од 2003.  Турнеја је такође путовала у Аустралију неколико пута, Универзитет Архус у Данској у априлу 2009, Италију и Холандију.

## Пријем
Чланак у The National- у из септембра 2009. под насловом „Племенита страна Иг Нобелових награда“ каже да, иако су Иг Нобелове награде прикривена критика тривијалних истраживања, историја показује да тривијална истраживања понекад воде до важних открића.  На пример, 2006. студија која је показала да је један од комараца маларије (Anopheles gambiae) подједнако привучен мирисом сира из Лимбургера и мирисом људских стопала  донела је Иг Нобелову награду у области биологије. Као директан резултат ових открића, замке мамце овим сиром постављене су на стратешким локацијама у неким деловима Африке за борбу против епидемије маларије.  Андреј Гејм, пре него што је поделио Нобелову награду за физику 2010. године за своја истраживања графена, поделио је Иг Нобелову награду за физику 2000. са Мајклом Беријем за магнетну левитацију жабе, која је до 2022. наводно била део инспирације за кинеску установу за истраживање лунарне гравитације. 